# Beprövad erfarenhet
Beprövad erfarenhet är ett begrepp som i Sverige används inom flera områden, däribland skolan och hälso- och sjukvården.
Den svenska undervisningen och utbildningen ska vila på vetenskaplig eller konstnärlig grund och beprövad erfarenhet enligt 2010 års skollag, där "beprövad erfarenhet" innebär skolans och lärarens erfarenheter som har under en lång tid använts och därmed blivit prövade, vilket har dokumenterats och utvärderats systematiskt.
I lagen om yrkesverksamhet på hälso- och sjukvårdens område i 2 kap. 1 § kan man läsa: "Den som tillhör hälso- och sjukvårdspersonalen skall utföra sitt arbete i överensstämmelse med vetenskap och beprövad erfarenhet.", och i propositionen 1993/94:149  som utgjorde förarbetet för lagen går att utläsa att det ur juridisk synvinkel innebär uttrycket att läkaren i sin yrkesmässiga utövning har att beakta såväl vetenskap som beprövad erfarenhet. Författningstexten innebär sålunda ett ”både och” – inte ett ”antingen eller”. Rent juridiskt kan man således dra likhetstecken mellan beprövad erfarenhet och empiri
Den 1 januari 2011 byttes lagen om yrkesverksamhet på hälso- och sjukvårdens område ut mot patientsäkerhetslagen (2010:659). Termen beprövad erfarenhet förekommer även i denna lag i 6 kap. 1 §.